# 1912년 하계 올림픽 글리마
1912년 하계 올림픽 글리마는 스웨덴 스톡홀름에서 개최된 1912년 하계 올림픽의 시범 종목으로 채택된 종목이다.
글리마는 아이슬란드의 전통 레슬링으로 '노르딕 레슬링' (Nordic Wrestling)이라는 이름으로 1908년 런던 올림픽에서 이미 시범경기가 치러진 적이 있었으며, 컴벌랜드와 웨스트모얼랜드의 잉글랜드 지역팀 간의 경기가 치러진 바 있었다.
스웨덴 올림픽 위원회는 올림픽 개최 준비 과정에서 수많은 종목에 대해 시범경기를 치르는 것이 어떻겠느냐는 제안을 세계 각지의 스포츠 클럽으로부터 전달받고 1911년 6월 27일 스카우트, 야구, 린다랭겐 경마, 아이슬란드 레슬링의 시범경기 실시를 승인하였다.
1912년 7월 7일 스톡홀름 올림픽 경기장에서 남성 전용 종목으로 경기가 치러졌으며, 고틀란드섬 지역의 전통스포츠도 함께 소개되었다. 그 주 일요일에는 스웨덴 전통무용을 홍보하는 '폴크단센스 배네르' (Folkdansens Vänner)의 공연이 펼쳐졌다.
올림픽 대회 공식 보고서에는 글리마 토너먼트전에는 레슬링 선수 시구리온 피에투르손, 할그리무오 베니딕트손, 망누스 토마손, 악셀 크리스트얀손, 구드문다르 크리스티누 구드문손, 카리 아른그림손 등의 선수가 대결한 것으로 기록되어 있다. 심판은 할도르 한센이 맡았으며, 우승자가 누구인지에 대해서는 언급이 없다.
차기 대회였던 1920년 안트베르펜 올림픽에서도 글리마 경기를 치르는 방안이 검토되어 잠정 승인되었으나, 그해 1920년 덴마크 국왕 크리스티안 5세가 개최지 벨기에를 방문하여 똑같은 대회를 개최한다는 소식이 전해지면서 경기가 취소되었다. 그러나 크리스티안 5세 역시 벨기에 방문을 1년 미루었고, 글리마는 이후로 올림픽 대회에서 경기가 치러지지 않고 있다.